# مسجد نور الإسلام
مسجد نور الإسلام هو مسجد يقع في منطقة بو كاب في مدينة كيب تاون في جنوب أفريقيا .

## البناء
أسس وبني مسجد نور الإسلام في عام 1844، ويمكن لهيكل المسجد أن يستوعب ما مجموعه 150 مصلي في وقت واحد، تم تجديد المسجد في عام 2001، ويمكن للمسجد الآن أن يستوعب حوالي 700 مصلي في وقت واحد .